# Цукровий завод (Низи)
Цукровий завод (Низи) —   завод з виробництва цукру (1841-2007)рр. у селі Низи Сумської області по вулиці Цукровиків, 1.

## Історія
Завод з виробництва цукру був збудований  Г.Кондратьєвим на березі  річки Псел у 1841 році.  Заводбув розміщений  на лівому березі річки на відстані 3 км від  місця сучасного цукрового заводу. Цю територію старожили називають “заводище”. У 1875-1876 рр. на  заводі працювало п'ятсот вісімдесят робітників. На заводі майже не було машин. Агрегати та вузли рухали водяні колеса та кінні приводи. Буряки терли вручну на тертках, буряки везли підводами на підприємство в Низи із сіл Нижня Сироватка,  Вистороп, Ворожба, Шпилівка, Червоне. 
У 1851 році завод виробляв цукру на 8000 карбованців. Завод займався тільки  переробкою буряка і виробництвом бурякового цукру. Систематично проводилися будівельні   роботи виробничих і складських приміщень. Це  одне з найбільших підприємств того часу. Поруч    побудований  садибний будинок Кондратьєва. 
Власником цукрового заводу в Низах з 1880 року  був  компаньйон цукрозаводчика Харитоненка  Суханов Дмитро Іванович. Після смерті Дмитра Суханова власником  6000 десятин землі і цукробурякового заводу у селі Низи Сумського повіту  став племінник Дмитра Суханова, усиновлений ним Микола Олексійович Суханов. Микола Олексійович Суханов зробив багато  позитивних змін, в т.ч. були збуловані нові приміщення цукрозаводу.  
Коли в 1941 році фашисти наближалися до Сумщини, було проведено демонтаж обладнання Низівського цукрозаводу.  Демонтаж проводився  в умовах близького фронту (50-60 км, а в останні дні – 10км), був розпочатий у вересні й закінчений 8 жовтня 1941 року. Роботи проводилися в умовах маскування та в нічний час, адже ворожі літаки літали над   заводом. Роботи виконували  люди похилого віку й жінки. Були розібрані всі цехи та гідроелектростанція заводу. Усього було відправлено 37 вагонів обладнання з направленням на станцію Каргапілля Курганської області. Завод був розібраний і залишений у такому стані, щоб фашистським окупантам не вдалося налагодити виробництво. Основний склад керівництва, яке проводило демонтаж і евакуацію, знаходився на заводі до останнього часу. 8 жовтня 1941 року демонтаж заводу було закінчено. Вся техніка була вивезена. Під час війни була зірвана 50-ти метрова заводська  труба та 30-ти метрова водонапірна башня, зруйновано три склади для зберігання цукру тощо.  Під час окупації на території цукрозаводу в складі розташувався табір для військовополонених, яких налічувалося приблизно 500 чоловік. На території заводу було розстріляно 10 комуністів і активістів. 
Після визволення села 3 вересня 1943 року почалося відновлення цукрового заводу. Умови праці були   важкими. Всю роботу виконував невеликий колектив  з пенсіонерів, жінок, підлітків та робітників, які мали броню. Термін закінчення відновлювальних робіт перший раз був приначений на листопад 1944 року. Вперше після війни завод був пущений в експлуатацію в IV кварталі 1945 року. З часом  обладнання заводу відпрацювало свій ресурс. 
У 2007 році цукровий завод у Низах припинив своє існування і був демонтований.

## Сьогодення
Руїни цукрового заводу знаходяться в селищі міського типу Низи Сумської області. Колишнє підприємство напівзруйноване, збереглася тільки основна будівля і невеликі залишки виробничих цехів. На даний момент залишилася прохідна з вікнами, головний корпус, ферми з бетону і заводська труба.